# Beyond Meat
Beyond Meat is een in Los Angeles gevestigd bedrijf dat veganistische vleesvervangers op de markt brengt.

## Geschiedenis
Het bedrijf werd in 2009 opgericht door Ethan Brown. 
In 2011 investeerde Kleiner Perkins Caufield & Byers grote bedragen in het bedrijf, en in 2013 voegde ook Bill Gates, en later Leonardo DiCaprio, mede Twitter-oprichters Biz Stone en Evan Williams zich hieraan toe. 
De eerste producten waren sinds april 2013 in de Verenigde Staten verkrijgbaar. 
In mei 2016 kwam de eerste plantaardige hamburger, de Beyond Burger in het vleesgedeelte van Amerikaanse supermarkten te liggen. 
In juli 2018 breidde de distributie van hun producten uit tot Canada, en het Verenigd Koninkrijk, en in april 2019 kwam de Beyond Burger ook in Nederlandse en Belgische supermarkten te liggen.

## Duurzaamheid
Een studie uitgevoerd in 2018 door de University of Michigan toonde aan dat voor de productie van de Beyond Burger 99 procent minder water nodig is, 93 procent minder land en bijna de helft van de energie, terwijl er 90 procent minder CO2 wordt uitgestoten, ten opzichte van een vleesburger.

## Prijzen
- 2013 - Door People for the Ethical Treatment of Animals uitgeroepen tot 'Company of the Year'[9]
- 2018 - Champion of the Earth Award (voor Science and Innovation), uitgereikt door de United Nations[10]